# Rejosari (Megang Sakti)
Rejosari is een bestuurslaag in het regentschap Musi Rawas van de provincie Zuid-Sumatra, Indonesië. Rejosari telt 1569 inwoners (volkstelling 2010).